# Aeroportul Baruun-Urt
Aeroportul Baruun-Urt (IATA: UUN, ICAO: ZMBU) este un aeroport din Baruun-Urt⁠(d), Süchbaatar-Aimag, Mongolia.
Situat la o altitudine de 963 m, aeroportul dispune de o singură pistă.